# Wilhelm Tham (Schiff)
Die Wilhelm Tham ist ein Motorschiff, das den schwedischen Götakanal auf der Strecke von Göteborg nach Stockholm und zurück befährt. Das Schiff ist nach der Juno das zweitälteste Schiff der Götakanal-Flotte, zu der zudem die 1931 gebaute Diana gehört.

## Geschichte
Das 1912 bei der AB Motala Verkstad in Motala gebaute Schiff ist nach dem 1911 gestorbenen Wilhelm Tham benannt, der Mitglied des schwedischen Reichstages und seit 1877 Direktor der Husqvarna Vapenfabriks AB in Huskvarna war.
Das Schiff wurde mit den Abmessungen 29,48 m × 6,73 m × 2,90 m gebaut und mit einer Dampfmaschine mit 184 kW geliefert. 1966 wurde diese Dampfmaschine durch zwei Scania-Dieselmotoren mit 338 kW ersetzt. 2003/2004 wurde das Schiff komplett renoviert. Dabei wurde darauf geachtet, dass der historische Eindruck erhalten blieb. 2007 erhielt das Schiff die heutige Maschinenanlage. Dabei wurde die Beförderungskapazität auf maximal 150 Personen reduziert. Im Regelverkehr werden nur die 30 vorhandenen Doppelkabinen mit maximal 60 Personen belegt.
Das Schiff ist als historisch wertvolles Schiff eingestuft.